# Karin Radström
Karin Radström (nazwisko panieńskie: Högberg; ur. 22 lutego 1979 w Södertälje) – szwedzka wioślarka.

## Osiągnięcia
- Mistrzostwa Świata – Poznań 2009 – dwójka podwójna wagi lekkiej – 12. miejsce[1].
- Mistrzostwa Europy – Montemor-o-Velho 2010 – dwójka podwójna wagi lekkiej – 8. miejsce[1].